# 紅塵驛站
《紅塵驛站》，是一部以描寫法號為靜淇的李惠瑩師姊及郭得明師兄真實人生電視劇，由陳仙梅、吳鈴山、許家榮、柯素雲、林乃華、王滿嬌、蘇炳憲、張淯詞、江晨希、余采恩、藍葦華及李姝妍主演，於2014年1月22日在大愛電視台20:00首播。中天娛樂台於2014年1月22日21:00播出。

## 播出時間
以下時間以當地時間（台灣時間）為準

### 首播
| 片名     | 頻道       | 所在地 | 播放日期      | 播放時間                  |
| -------- | ---------- | ------ | ------------- | ------------------------- |
| 紅塵驛站 | 大愛電視台 | 台灣   | 2013年1月22日 | 20:00~20:49播出（無廣告） |
| 紅塵驛站 | 大愛海外台 | 台灣   | 2014年1月22日 | 20:00~21:00播出（含廣告） |
| 紅塵驛站 | 中天娛樂台 | 台灣   | 2014年1月22日 | 21:00~22:00播出（含廣告） |

### 重播
| 片名     | 頻道       | 所在地 | 播放日期      | 播放時間                  |
| -------- | ---------- | ------ | ------------- | ------------------------- |
| 紅塵驛站 | 大愛電視台 | 台灣   | 2014年1月22日 | 23:30~00:19播出（無廣告） |
| 紅塵驛站 | 大愛海外台 | 台灣   | 2014年1月23日 | 02:00~03:00播出（含廣告） |
| 紅塵驛站 | 大愛電視台 | 台灣   | 2014年1月23日 | 03:00~03:49播出（無廣告） |
| 紅塵驛站 | 大愛海外台 | 台灣   | 2014年1月23日 | 09:00~09:49播出（無廣告） |
| 紅塵驛站 | 大愛海外台 | 台灣   | 2014年1月23日 | 11:00~12:00播出（含廣告） |
| 紅塵驛站 | 大愛電視台 | 台灣   | 2014年1月23日 | 16:00~16:49播出（無廣告） |
| 紅塵驛站 | 中天娛樂台 | 台灣   | 2014年1月23日 | 11:00~12:00播出（含廣告） |

### 大愛會客室

#### 首播
| 片名       | 頻道       | 所在地 | 播放日期      | 播放時間        |
| ---------- | ---------- | ------ | ------------- | --------------- |
| 大愛會客室 | 大愛海外台 | 台灣   | 2014年1月22日 | 21:00~21:11播出 |
| 大愛會客室 | 大愛電視台 | 台灣   | 2014年1月23日 | 00:19~00:30播出 |
| 大愛會客室 | 大愛海外台 | 台灣   | 2014年1月23日 | 09:49~10:00播出 |
| 大愛會客室 | 大愛電視台 | 台灣   | 2014年1月23日 | 16:49~17:00播出 |

#### 重播
| 片名       | 頻道       | 所在地 | 播放日期      | 播放時間        |
| ---------- | ---------- | ------ | ------------- | --------------- |
| 大愛會客室 | 大愛電視台 | 台灣   | 2014年1月23日 | 03:49~04:00播出 |
| 大愛會客室 | 大愛海外台 | 台灣   | 2014年1月23日 | 09:49~10:00播出 |
| 大愛會客室 | 大愛電視台 | 台灣   | 2014年1月23日 | 16:49~17:00播出 |

### 戲說人生

#### 首播
| 片名     | 頻道       | 所在地 | 播放日期      | 播放時間        |
| -------- | ---------- | ------ | ------------- | --------------- |
| 戲說人生 | 大愛電視台 | 台灣   | 2014年1月26日 | 21:00~21:25播出 |
| 戲說人生 | 大愛海外台 | 台灣   | 2014年1月27日 | 05:30~05:55播出 |

#### 重播
| 片名     | 頻道       | 所在地 | 播放日期      | 播放時間        |
| -------- | ---------- | ------ | ------------- | --------------- |
| 戲說人生 | 大愛電視台 | 台灣   | 2014年1月27日 | 02:00~02:25播出 |
| 戲說人生 | 大愛海外台 | 台灣   | 2014年2月2日  | 10:30~10:55播出 |

## 演員列表

### 主要演員
| 演員   | 角色   | 介紹 |
| 陳仙梅 | 李惠瑩 | 本劇女主角，振玉、麗蓉之女，得明妻子，台中縣政府人事處員工，升遷到人事處處長才申請退休，法號為「靜淇」。 |
| 李姝妍 | 李惠瑩 | 少年李惠瑩。                                                                                             |
| 鄭伃廷 | 李惠瑩 | 童年李惠瑩。                                                                                             |
| 吳鈴山 | 郭得明 | 本劇男主角，惠瑩丈夫，臺灣銀行職員，後升遷為分行經理。                                                   |
| 許家榮 | 李振玉 | 惠瑩父親，個性保守但負責任，鐵路局員工，後升遷為吉安站副站長。                                           |
| 柯素雲 | 黃麗蓉 | 惠瑩母親，個性喜怒無常，婚前曾在日治時代米穀局工作，後因婚後而辭職。最終因肺病不幸在59歲那年病逝。       |
| 秋乃華 | 振玉母 | 振玉母親，麗蓉婆婆，惠瑩阿嬤，與麗蓉婆媳關係充滿嫌隙，晚年和麗蓉關係逐漸破冰。                           |
| 王滿嬌 | 麗蓉母 | 麗蓉母親，振玉岳母，惠瑩外婆，自從麗蓉嫁進李家後操煩不減，最終因年邁多病而病逝。                         |

### 其他角色
| 演員   | 角色     | 介紹                                                                             |
|        | 李惠馨   | 惠瑩大姊，鐵路局高雄車站售票員，黃建銘前妻，因家暴而離婚收場。                   |
| 林建萱 | 李惠馨   | 童年李惠馨。                                                                     |
| 蘇炳憲 | 李志鴻   | 惠瑩大哥，在花蓮成家及定居，任職某報社記者。                                     |
| 劉羽謙 | 李志鴻   | 少年李志鴻。                                                                     |
| 苗真   | 林鳳英   | 志鴻之妻，惠瑩大嫂，振玉、麗蓉長媳，本業為小學老師。                             |
| 藍葦華 | 李志鵬   | 惠瑩之弟。                                                                       |
| 李崴楷 | 李志鵬   | 少年李志鵬。                                                                     |
| 汪師超 | 李志鵬   | 童年李志鵬。                                                                     |
| 江晨希 | 郭育倫   | 得明、惠瑩長女，慈濟委員。                                                       |
| 廖姿晴 | 郭育倫   | 少年郭育倫。                                                                     |
| 張淯詞 | 郭育凡   | 得明、惠瑩次女。                                                                 |
| 盧以恩 | 郭育凡   | 少年郭育凡。                                                                     |
| 鄭勇偉 | 李振發   | 振玉之弟。                                                                       |
| 李飛   |          | 惠瑩大舅。                                                                       |
| 吳瑋晟 |          | 惠瑩二舅。                                                                       |
| 赫容   | 梁芙蓉   | 惠瑩在新化高中時期老師。                                                         |
| 方大緯 | 黃建銘   | 惠馨前夫，曾與惠馨自由戀愛而結婚，最後因家暴惠馨而被迫離婚。                     |
| 吳東岡 | 建銘父   | 黃建銘之父，惠馨前公公。                                                         |
| 呂俍慧 | 建銘母   | 黃建銘之母，惠馨前婆婆。                                                         |
| 吳皓昇 | 廖永靜   | 惠瑩在中興新村省政府時期長官。                                                   |
| 馬力歐 | 福仔     | 鐵路局高雄車站職工。                                                             |
| 廖本程 | 站長     | 鐵路局站長。                                                                     |
| 李國禎 | 西醫醫生 | 某西醫醫院任職的醫師。                                                           |
| 陳妍安 | 林慧美   | 惠瑩好友，慈濟委員，是得明在台灣銀行花蓮分行時期同事。                           |
| 劉香君 | 林素雲   | 惠瑩好友，慈濟委員。                                                             |
| 胡佩蓮 | 林碧玉   | 惠瑩好友，慈濟委員，是位會計師。                                                 |
| 劉美玲 | 得明母   | 得明之母，惠瑩婆婆。                                                             |
| 袁儷姍 | 張美美   | 惠瑩在花蓮縣政府人事室工作時期認識的飯友。                                       |
| 耿汶   | 林雪珍   | 鳳英之妹，志鴻小姨，建興之妻。                                                   |
| 陳建隆 | 方建興   | 得明好友，雪珍之夫。                                                             |
| 林紹霆 | 王金寶   | 志鴻、得明好友。                                                                 |
| 李秉華 | 賴坤木   | 中廣台灣台錄音師，專門為惠瑩幫忙錄製早期《慈濟世界》廣播節目。                   |
| 和家穎 | 添財     | 得明在台灣銀行台東分行時期同事。                                                 |
| 張瓊姿 | 文素珍   | 慈濟委員。                                                                       |
| 德馨   | 陳英珍   | 慈濟委員，法號慈暘。                                                             |
| 楊琪   | 黃明月   | 慈濟委員，大林慈濟醫院志工，曾幫忙惠瑩一家照顧中風時期的振玉。                   |
| 張以琳 | 陳鶯鶯   | 慈濟委員，大林慈濟醫院志工，曾幫忙惠瑩一家照顧中風時期的振玉。                   |
| 楊可凡 | 梁翡梓   | 慈濟委員，因照顧癌末父親而和擔任中山醫院志工的惠瑩認識，父親病逝後認惠瑩為乾姊。 |
| 樓庭岑 | 安安     | 郭育倫的高中同學。                                                               |
| 盧彪   | 梁伯伯   | 梁翡梓的父親，後因癌症末期在中山醫院病逝。                                       |

### 大愛會客室名單
| 集數   | 日期          | 來賓                                   |
| 第1集  | 2014年1月23日 | 陳仙梅、吳鈴山、洪銘澤（統籌）、臧蕙年 |
| 第2集  | 2014年1月24日 | 何采蓁（編劇）、許家榮                 |
| 第3集  | 2014年1月25日 | 何采蓁（編劇）、李姝妍                 |
| 第4集  | 2014年1月26日 | 李姝妍、許家榮                         |
| 第5集  | 2014年1月27日 | 何采蓁（編劇）、許家榮                 |
| 第6集  | 2014年1月28日 | 余采恩、許家榮                         |
| 第7集  | 2014年1月29日 | 何采蓁（編劇）、李姝妍                 |
| 第8集  | 2014年1月30日 | 李姝妍、許家榮                         |
| 第9集  | 2014年1月31日 | 余采恩、許家榮                         |
| 第10集 | 2014年2月1日  | 林乃華（秋乃華本名）、許家榮           |
| 第11集 | 2014年2月2日  | 余采恩、許家榮                         |
| 第12集 | 2014年2月3日  | 陳仙梅、洪銘澤（統籌）                 |
| 第13集 | 2014年2月4日  | 陳仙梅、吳鈴山                         |
| 第14集 | 2014年2月5日  | 陳仙梅、余采恩                         |
| 第15集 | 2014年2月6日  | 陳仙梅、余采恩、許家榮                 |
| 第16集 | 2014年2月7日  | 陳仙梅、吳鈴山、洪銘澤（統籌）         |
| 第17集 | 2014年2月8日  | 陳仙梅、吳鈴山                         |
| 第18集 | 2014年2月9日  | 李惠瑩、郭得明、林慧美                 |
| 第19集 | 2014年2月10日 | 李惠瑩、林慧美                         |
| 第20集 | 2014年2月11日 | 陳仙梅、臧蕙年                         |
| 第21集 | 2014年2月12日 | 陳仙梅、許家榮、林乃華（秋乃華本名）   |
| 第22集 | 2014年2月13日 | 陳仙梅、吳鈴山                         |
| 第23集 | 2014年2月14日 | 陳仙梅、吳鈴山                         |
| 第24集 | 2014年2月15日 | 陳仙梅、吳鈴山                         |
| 第25集 | 2014年2月16日 | 李惠瑩、紀陳月雲、文素珍               |
| 第26集 | 2014年2月17日 | 李惠瑩、郭育倫、郭育凡、郭得明         |
| 第27集 | 2014年2月18日 | 陳仙梅、吳鈴山、許家榮                 |
| 第28集 | 2014年2月19日 | 陳仙梅、吳鈴山                         |
| 第29集 | 2014年2月20日 | 李惠瑩、郭育倫、郭育凡、文素珍         |
| 第30集 | 2014年2月21日 | 李惠瑩、郭育倫、郭得明、廖永靜         |
| 第31集 | 2014年2月22日 | 陳仙梅、吳鈴山、許家榮                 |
| 第32集 | 2014年2月23日 | 陳仙梅、余采恩、許家榮                 |
| 第33集 | 2014年2月24日 | 李惠瑩、郭育凡、廖永靜                 |
| 第34集 | 2014年2月25日 | 李惠瑩、郭育倫、郭育凡、郭得明         |
| 第35集 | 2014年2月26日 | 李惠瑩、郭育倫、郭育凡、郭得明         |

## 戲中歌曲
| 曲別   | 歌名       | 演唱者 | 作詞          | 作曲   | 編曲   | 製作人 | 合聲                   |
| 片頭曲 | 故鄉的月台 | 陳仙梅 | 靜淇 (李惠瑩) | 季海山 | 項仲為 | 曹俊鴻 | 張瀅之、巫雨白         |
| 片尾曲 | 寫一首幸福 | 王柏森 | 吳嘉祥        | 吳嘉祥 | 吳嘉祥 | 吳嘉祥 | 林美璊、張嫚玲、謝文德 |

## 製作團隊
- 監製：臧蕙年
- 製作人：白國嘉、何錟光
- 編 劇：何采蓁
- 導 演：王曉海

## 作品的變遷
| 大愛電視台 週一~週日20:00~20:49    | 大愛電視台 週一~週日20:00~20:49       | 大愛電視台 週一~週日20:00~20:49 |
| ---------------------------------- | ------------------------------------- | ------------------------------- |
|                                    | 紅塵驛站 2014年1月22日－2014年2月25日 |                                 |
| 小妹 2013年12月13日－2014年1月21日 | 美好歲月 2014年2月26日－2014年4月6日  |                                 |

| 中天娛樂台 週一~週日21:00~22:00    | 中天娛樂台 週一~週日21:00~22:00       | 中天娛樂台 週一~週日21:00~22:00 |
| ---------------------------------- | ------------------------------------- | ------------------------------- |
|                                    | 紅塵驛站 2014年1月22日－2014年2月25日 |                                 |
| 小妹 2013年12月13日－2014年1月21日 | 美好歲月 2014年2月26日－2014年4月6日  |                                 |

## 外部連結
- 大愛電視《紅塵驛站》官方網站
- 大愛劇場官方Facebook （页面存档备份，存于）